# Taşbaşı, Bozkır
Taşbaşı là một xã thuộc huyện Bozkır, tỉnh Konya, Thổ Nhĩ Kỳ. Dân số thời điểm năm 2011 là 239 người.